# Ciupîra, Bila Țerkva
Ciupîra (în ucraineană Чупира) este o comună în raionul Bila Țerkva, regiunea Kiev, Ucraina, formată numai din satul de reședință.

## Demografie
Componența lingvistică a comunei Ciupîra
     Ucraineană (99,54%)
     Alte limbi (0,47%)
Conform recensământului din 2001, majoritatea populației comunei Ciupîra era vorbitoare de ucraineană (99,54%), existând în minoritate și vorbitori de alte limbi.